# Championnat d'Espagne de football 1946-1947
Navigation
Primera División 1945-46 Primera División 1947-48
Le championnat d'Espagne de football 1946-1947 est la 16e édition du championnat. La compétition est remportée par le Valence CF. Organisé par la Fédération espagnole de football, le championnat se déroule du 22 septembre 1946 au 13 avril 1947.
Le club valencien l'emporte grâce à un meilleur goal-average sur l'Atlético Bilbao et avec deux points d'avance sur l'Atlético Madrid. C'est le troisième titre des « Los Murcièlagos » en championnat.
Le système de promotion/relégation ne change pas : descente et montée automatique, sans matchs de barrage pour les deux derniers de première division et les deux premiers de deuxième division, match de barrage pour le douzième de première division face au troisième de deuxième division. En fin de saison, les deux promus, le CE Sabadell et le Deportivo La Corogne, ainsi que le Real Murcie, après barrage, sont relégués en deuxième division. Ils sont remplacés la saison suivante par le CD Alcoyano, le Gimnastic de Tarragona et la Real Sociedad.
L'attaquant espagnol Telmo Zarra, de l'Atlético Bilbao, termine, pour la troisième fois d'affilée, meilleur buteur du championnat avec 33 réalisations.

## Règlement de la compétition
Le championnat de Primera División est organisé par la Fédération espagnole de football, il se déroule du 22 septembre 1946 au 13 avril 1947.
Il se dispute en une poule unique de 14 équipes qui s'affrontent à deux reprises, une fois à domicile et une fois à l'extérieur. L'ordre des matchs est déterminé par un tirage au sort avant le début de la compétition.
Le classement final est établi en fonction des points gagnés par chaque équipe lors de chaque rencontre : deux points pour une victoire, un pour un match nul et aucun en cas de défaite. En cas d'égalité de points entre deux ou plusieurs de clubs en fin de championnat, le classement se fait à la différence de buts. L'équipe possédant le plus de points à la fin de la compétition est proclamée championne. En fin de saison, les deux derniers du championnat sont relégués en Segunda División et remplacés par les deux premiers de ce championnat. Un match de barrage est disputé, sur terrain neutre à Madrid, par le douzième de première division face au troisième de deuxième division. Le vainqueur de cette confrontation accède ou reste en Primera División.

## Équipes participantes
Cette saison de championnat se déroule à 14 équipes. Au mois de janvier, le Club Atlético Aviación devient l'Atlético Madrid.
| \| A. Bilbao Séville CF Real Oviedo Atlético Madrid Real Madrid CF Barcelone Espanyol CD Castellón Valence CF Celta Vigo Real Gijón Real Murcie D. La Corogne CE Sabadell \| Localisation des clubs engagés dans le championnat. |
| A. Bilbao Séville CF Real Oviedo Atlético Madrid Real Madrid CF Barcelone Espanyol CD Castellón Valence CF Celta Vigo Real Gijón Real Murcie D. La Corogne CE Sabadell                                                           |

| Clubs                    | Ville                 | Stade         |
| ------------------------ | --------------------- | ------------- |
| Atlético Bilbao          | Bilbao                | San Mamés     |
| Atlético Madrid          | Madrid                | Metropolitano |
| CF Barcelone             | Barcelone             | Las Corts     |
| Club Deportivo Castellón | Castellón de la Plana | Castalia      |
| Celta Vigo               | Vigo                  | Balaidos      |
| Deportivo La Corogne     | La Corogne            | Riazor        |
| Espanyol Barcelone       | Barcelone             | Sarriá        |
| Real Sporting de Gijón   | Gijón                 | El Molinón    |
| Real Oviedo              | Oviedo                | Buenavista    |
| Real Madrid              | Madrid                | Metropolitano |
| Real Murcie              | Murcie                | La Condomina  |
| CE Sabadell              | Sabadell              | Cruz Alta     |
| Séville CF               | Séville               | Nervión       |
| Valence CF               | Valence               | Mestalla      |

## Classement
| Rang | Équipe                 | Pts | J  | G  | N | P  | Bp | Bc | Diff |
| ---- | ---------------------- | --- | -- | -- | - | -- | -- | -- | ---- |
| 1    | Valence CF             | 34  | 26 | 16 | 2 | 8  | 54 | 34 | +20  |
| 2    | Atlético Bilbao        | 34  | 26 | 15 | 4 | 7  | 72 | 38 | +34  |
| 3    | Atlético Madrid        | 32  | 26 | 13 | 6 | 7  | 58 | 44 | +14  |
| 4    | CF Barcelone           | 31  | 26 | 14 | 3 | 9  | 59 | 42 | +17  |
| 5    | CE SabadellP           | 30  | 26 | 11 | 8 | 7  | 42 | 36 | +6   |
| 6    | Séville CFT            | 29  | 26 | 12 | 5 | 9  | 54 | 48 | +6   |
| 7    | Real MadridC           | 27  | 26 | 11 | 5 | 10 | 62 | 56 | +6   |
| 8    | Real Oviedo            | 27  | 26 | 10 | 7 | 9  | 52 | 42 | +10  |
| 9    | Celta Vigo             | 26  | 26 | 11 | 4 | 9  | 53 | 48 | +5   |
| 10   | Real Sporting de Gijón | 25  | 26 | 10 | 5 | 11 | 51 | 59 | -8   |
| 11   | Espanyol Barcelone     | 19  | 26 | 9  | 1 | 16 | 46 | 59 | -13  |
| 12   | Real Murcie            | 19  | 26 | 6  | 7 | 13 | 30 | 58 | -28  |
| 13   | Deportivo La CorogneP  | 18  | 26 | 5  | 8 | 13 | 32 | 60 | -28  |
| 14   | CD Castellón           | 13  | 26 | 4  | 5 | 17 | 39 | 80 | -41  |

- Champion
- Barrages de relégation
- Relégation en Segunda División

Barrage de promotion :
Le barrages se joue sur une rencontre unique disputée sur terrain neutre à Madrid : Real Sociedad, club de division 2, bat Real Murcie sur le score de 2-0 et accède à la division 1.

## Bilan de la saison
| Championnat d'Espagne de football 1946-1947 |                        |
| Champion                                    | Valence CF (3e titre)  |
| Dauphin                                     | Atlético Bilbao        |
| Coupes et trophées                          |                        |
| Vainqueur de la Coupe d'Espagne 1946-1947   | Real Madrid            |
| Promotions et relégations                   |                        |
| Promus en Primera División                  | CD Alcoyano            |
| Promus en Primera División                  | Gimnastic de Tarragona |
| Promus en Primera División                  | Real Sociedad          |
| Relégués en Segunda División                | Real Murcie            |
| Relégués en Segunda División                | Deportivo La Corogne   |
| Relégués en Segunda División                | CD Castellón           |